# Грицук, Сергей Павлович
Сергей Павлович Грицук (рум. Sergiu Grițuc; 6 апреля 1984) — молдавский футболист, нападающий.

## Биография
В начале взрослой карьеры играл за зарубежные клубы — в первой лиге Литвы за вильнюсскую «Полонию», а также в Беларуси за клуб высшей лиги «Славия-Мозырь» и первой лиги — «Ведрич-97». Серебряный призёр первой лиги Беларуси 2004 года.
На родине на старте карьеры играл за кишинёвские «Униспорт-Авто» и «Стяуа». В ходе сезона 2004/05 перешёл в другой столичный клуб — «Дачия», с которым в том же сезоне стал бронзовым призёром чемпионата Молдовы и финалистом Кубка страны. Затем играл за аутсайдеров национального дивизиона «Искра-Сталь» (Рыбница) и «Тилигул-Тирас» (Тирасполь). Летом 2008 года перешёл в «Олимпию» (Бельцы), где провёл два сезона. В сезоне 2009/10 стал бронзовым призёром чемпионата и полуфиналистом Кубка Молдовы, однако после выхода в еврокубки клуб усилил состав и Грицук его покинул. В дальнейшем играл за аутсайдеров лиги, «Гагаузия» (Комрат), «Нистру» (Атаки) и «Костулены», не задерживаясь более чем на полсезона. В конце карьеры играл в низших лигах за «Рышканы».
Всего в высшем дивизионе Молдовы сыграл 179 матчей и забил 15 голов.

## Достижения
- Бронзовый призёр чемпионата Молдовы: 2004/05, 2009/10
- Финалист Кубка Молдовы: 2004/05